# Lijst van oorlogsmonumenten in Zwartewaterland
De Nederlandse gemeente Zwartewaterland heeft 8 oorlogsmonumenten. Hieronder een overzicht. 
| Nr.  | Object                               | Herdachte groep                                                                                            | Ontwerper                      | Onthulling       | Type        | Locatie                   | Plaats     | Coördinaten                  | Foto            |
| ---- | ------------------------------------ | --- | ------------------------------ | ---------------- | ----------- | ------------------------- | ---------- | ---------------------------- | --------------- |
| 433  | Herdenkingsmonument                  | militairen in dienst van het Ned. Kon. 1940-1945                                                           |                                |                  | gedenksteen | Koppel 1, 8281 MA         | Genemuiden | 52° 37' 25" NB, 6° 2' 27" OL |                 |
| 527  | Verzetsmonument                      | verzet Nederland                                                                                           | R. van Dijk                    |                  | gedenksteen |                           | Zwartsluis | 52° 38' 27" NB, 6° 4' 23" OL |                 |
| 2363 | Oorlogsmonument Kamperzeedijk        | geallieerde militairen, burgerslachtoffers, verzet Nederland                                               | Dhr. K. Vos                    | 3 mei 1995       | gedenksteen | Kamperzeedijk 44, 8281 PH | Genemuiden | 52° 35' 52" NB, 6° 0' 2" OL  |                 |
| 2364 | Monument voor Nederlandse Militairen | militairen in dienst van het Koninklijk Nederlands leger                                                   |                                |                  | plaquette   |                           | Genemuiden | 52° 37' 25" NB, 6° 2' 27" OL |                 |
| 2508 | Oorlogsmonument                      | algemeen                                                                                                   |                                |                  | zuil        |                           | Genemuiden | 52° 37' 25" NB, 6° 2' 27" OL |                 |
| 2789 | Indië-monument                       | militairen in dienst van het Ned. Kon. na 1945                                                             | Steenhouwerij 'Cuperus' Meppel | 3 september 1993 | Kruis       |                           | Zwartsluis | 52° 38' 27" NB, 6° 4' 23" OL |                 |
| 2846 | Joods monument                       | burgerslachtoffers, vervolgden Nederland                                                                   |                                | 4 mei 1984       | plaquette   | Baanstraat, 8064 EZ       | Zwartsluis | 52° 38' 28" NB, 6° 4' 19" OL |                 |
| 2859 | Oorlogsmonument                      | militairen in dienst van het Ned. Kon. na 1945, burgerslachtoffers, vervolgden Nederland, verzet Nederland | J.H. van Zweden                |                  | reliëf      | Markt 10, 8061 GG         | Hasselt    | 52° 35' 26" NB, 6° 5' 22" OL | Oorlogsmonument |

Almelo ·
Borne ·
Dalfsen ·
Deventer ·
Dinkelland ·
Enschede ·
Haaksbergen ·
Hardenberg ·
Hellendoorn ·
Hengelo ·
Hof van Twente ·
Kampen ·
Losser ·
Oldenzaal ·
Olst-Wijhe ·
Ommen ·
Raalte ·
Rijssen-Holten ·
Staphorst ·
Steenwijkerland ·
Tubbergen ·
Twenterand ·
Wierden ·
Zwartewaterland ·
Zwolle